# Volta à Romandia de 2021
A 74.ª edição da competição ciclista Volta à Romandia foi uma corrida de ciclismo de estrada por etapas que decorreu entre 27 de abril e 2 de maio de 2021 na Suíça com início na cidade de Oron e final na cidade de Friburgo. O percurso constou de 6 etapas sobre uma distância total de 684,04 quilómetros.
A corrida fez parte do circuito UCI WorldTour de 2021, calendário ciclístico de máximo nível mundial, sendo a décimo sétima corrida de dito circuito e foi vencida pelo britânico Geraint Thomas do Ineos Grenadiers. Completaram o pódio, como segundo e terceiro classificado respectivamente, o australiano Richie Porte, colega de equipa do vencedor, e o italiano Fausto Masnada do Deceuninck-Quick Step.

## Equipas participantes
Tomaram parte na corrida 20 equipas: 19 de categoria UCI WorldTeam convidados pela organização e a selecção nacional da Suíça. Formaram assim um pelotão de 140 ciclistas dos que acabaram 120. As equipas participantes foram:
| Equipes WorldTeam (19)- AG2R Citroën Team - Astana-Premier Tech - Bahrain Victorious - Bora-Hansgrohe - Cofidis - Deceuninck-Quick Step - EF Education-Nippo - Groupama-FDJ - Ineos Grenadiers - Intermarché-Wanty-Gobert Matériaux - Israel Start-Up Nation - Jumbo-Visma - Lotto Soudal - Movistar Team - Team BikeExchange - Team DSM - Qhubeka Assos - Trek-Segafredo - UAE Team Emirates Equipe nacional- Suíça |
| |

## Percorrido
O Volta à Romandia dispôs de seis etapas divididas num prólogo na primeira etapa, duas etapas em media montanha, duas etapas de montanha, e uma contrarrelógio individual na última etapa, para um percurso total de 684,04 quilómetros e 13 080 metros de desnivel positivo, recorde da prova. A corrida apresentará na segunda etapa sobre as localidades suíças de  Aigle e Martigny o mesmo traçado no que se ia disputar o Campeonato Mundial de Ciclismo em Estrada do ano passado e que finalmente acolheu a localidade italiana de Imola depois da suspensão em Suíça; esta etapa apresenta o bucle final que inclui a subida ao Col da Forclaz de 4 km ao 10.2% de pendente média e com rampas que atingem o 15%.
| Etapa   | Data    | Percurso                    | type                      | Distância (km) | Elevação (m) | Vencedor        | Líder geral    |
| ------- | ------- | --------------------------- | ------------------------- | -------------- | ------------ | --------------- | -------------- |
| Prólogo | 27 abr. | Oron – Oron                 | prólogo                   | 4,05           | 82 m         | Rohan Dennis    | Rohan Dennis   |
| 1       | 28 abr. | Aigle – Martigny            | etapa escarpada           | 168,1          | 1 979 m      | Peter Sagan     | Rohan Dennis   |
| 2       | 29 abr. | La Neuveville – Saint-Imier | média montanha            | 165,7          | 3 305 m      | Sonny Colbrelli | Rohan Dennis   |
| 3       | 30 abr. | Estavayer – Estavayer       | etapa escarpada           | 168,7          | 1 973 m      | Marc Soler      | Marc Soler     |
| 4       | 1 mai.  | Sion – Thyon                | alta montanha             | 161,3          | 4 328 m      | Michael Woods   | Michael Woods  |
| 5       | 2 mai.  | Friburgo – Friburgo         | contrarrelógio individual | 16,19          | 338 m        | Rémi Cavagna    | Geraint Thomas |

## Desenvolvimento da corrida

### Prólogo
| Oron - Oron | prólogo | (4,05 km) |

| \| Classificação por etapas \| Classificação por etapas \| Classificação por etapas \| Classificação por etapas \| Classificação por etapas \| \| Ciclista \| Ciclista \| Equipe \| Tempo \| \| \| ------------------------ \| ------------------------ \| ------------------------ \| ------------------------ \| ------------------------ \| \| 1. \| Rohan Dennis \| Ineos Grenadiers \| 5m26s \| \| \| 2. \| Geraint Thomas \| Ineos Grenadiers \| + 9s \| \| \| 3. \| Richie Porte \| Ineos Grenadiers \| + 9s \| \| \| 4. \| Rémi Cavagna \| Deceuninck-Quick Step \| + 11s \| \| \| 5. \| Stefan Bissegger \| EF Education-Nippo \| + 11s \| \| \| 6. \| Jan Tratnik \| Bahrain Victorious \| + 13s \| \| \| 7. \| Jesús Herrada \| Cofidis \| + 14s \| \| \| 8. \| Marc Hirschi \| UAE Team Emirates \| + 15s \| \| \| 9. \| Filippo Ganna \| Ineos Grenadiers \| + 15s \| \| \| 10. \| Mattia Cattaneo \| Deceuninck-Quick Step \| + 15s \| \| |                  |                       |       |
| |                  |                       |       |
| Fonte: ProCyclingStats |                  |                       |       |
| Classificação por etapas |                  |                       |       |
| Ciclista | Ciclista         | Equipe                | Tempo |
| 1. | Rohan Dennis     | Ineos Grenadiers      | 5m26s |
| 2. | Geraint Thomas   | Ineos Grenadiers      | + 9s  |
| 3. | Richie Porte     | Ineos Grenadiers      | + 9s  |
| 4. | Rémi Cavagna     | Deceuninck-Quick Step | + 11s |
| 5. | Stefan Bissegger | EF Education-Nippo    | + 11s |
| 6. | Jan Tratnik      | Bahrain Victorious    | + 13s |
| 7. | Jesús Herrada    | Cofidis               | + 14s |
| 8. | Marc Hirschi     | UAE Team Emirates     | + 15s |
| 9. | Filippo Ganna    | Ineos Grenadiers      | + 15s |
| 10. | Mattia Cattaneo  | Deceuninck-Quick Step | + 15s |

| \| Classificação geral \| Classificação geral \| Classificação geral \| Classificação geral \| Classificação geral \| \| Ciclista \| Ciclista \| Equipe \| Tempo \| \| \| ------------------- \| ------------------- \| --------------------- \| ------------------- \| ------------------- \| \| 1. \| Rohan Dennis \| Ineos Grenadiers \| 5m26s \| \| \| 2. \| Geraint Thomas \| Ineos Grenadiers \| + 9s \| \| \| 3. \| Richie Porte \| Ineos Grenadiers \| + 9s \| \| \| 4. \| Rémi Cavagna \| Deceuninck-Quick Step \| + 11s \| \| \| 5. \| Stefan Bissegger \| EF Education-Nippo \| + 11s \| \| \| 6. \| Jan Tratnik \| Bahrain Victorious \| + 13s \| \| \| 7. \| Jesús Herrada \| Cofidis \| + 14s \| \| \| 8. \| Marc Hirschi \| UAE Team Emirates \| + 15s \| \| \| 9. \| Filippo Ganna \| Ineos Grenadiers \| + 15s \| \| \| 10. \| Mattia Cattaneo \| Deceuninck-Quick Step \| + 15s \| \| |                  |                       |       |
| |                  |                       |       |
| Fonte: ProCyclingStats |                  |                       |       |
| Classificação geral |                  |                       |       |
| Ciclista | Ciclista         | Equipe                | Tempo |
| 1. | Rohan Dennis     | Ineos Grenadiers      | 5m26s |
| 2. | Geraint Thomas   | Ineos Grenadiers      | + 9s  |
| 3. | Richie Porte     | Ineos Grenadiers      | + 9s  |
| 4. | Rémi Cavagna     | Deceuninck-Quick Step | + 11s |
| 5. | Stefan Bissegger | EF Education-Nippo    | + 11s |
| 6. | Jan Tratnik      | Bahrain Victorious    | + 13s |
| 7. | Jesús Herrada    | Cofidis               | + 14s |
| 8. | Marc Hirschi     | UAE Team Emirates     | + 15s |
| 9. | Filippo Ganna    | Ineos Grenadiers      | + 15s |
| 10. | Mattia Cattaneo  | Deceuninck-Quick Step | + 15s |

### 1.ª etapa
| Aigle - Martigny | etapa escarpada | (168,1 km) |

| \| Classificação por etapas \| Classificação por etapas \| Classificação por etapas \| Classificação por etapas \| Classificação por etapas \| \| Ciclista \| Ciclista \| Equipe \| Tempo \| \| \| ------------------------ \| ------------------------ \| ---------------------------------- \| ------------------------ \| ------------------------ \| \| 1. \| Peter Sagan \| Bora-Hansgrohe \| 4h12m40s \| \| \| 2. \| Sonny Colbrelli \| Bahrain Victorious \| + 0s \| \| \| 3. \| Patrick Bevin \| Israel Start-Up Nation \| + 0s \| \| \| 4. \| Andrea Pasqualon \| Intermarché-Wanty-Gobert Matériaux \| + 0s \| \| \| 5. \| Alessandro Covi \| UAE Team Emirates \| + 0s \| \| \| 6. \| Magnus Cort \| EF Education-Nippo \| + 0s \| \| \| 7. \| Dion Smith \| BikeExchange \| + 0s \| \| \| 8. \| Clément Venturini \| AG2R Citroën Team \| + 0s \| \| \| 9. \| Mattia Cattaneo \| Deceuninck-Quick Step \| + 0s \| \| \| 10. \| Jacopo Mosca \| Trek-Segafredo \| + 0s \| \| |                   |                                    |          |
| |                   |                                    |          |
| Fonte: ProCyclingStats |                   |                                    |          |
| Classificação por etapas |                   |                                    |          |
| Ciclista | Ciclista          | Equipe                             | Tempo    |
| 1. | Peter Sagan       | Bora-Hansgrohe                     | 4h12m40s |
| 2. | Sonny Colbrelli   | Bahrain Victorious                 | + 0s     |
| 3. | Patrick Bevin     | Israel Start-Up Nation             | + 0s     |
| 4. | Andrea Pasqualon  | Intermarché-Wanty-Gobert Matériaux | + 0s     |
| 5. | Alessandro Covi   | UAE Team Emirates                  | + 0s     |
| 6. | Magnus Cort       | EF Education-Nippo                 | + 0s     |
| 7. | Dion Smith        | BikeExchange                       | + 0s     |
| 8. | Clément Venturini | AG2R Citroën Team                  | + 0s     |
| 9. | Mattia Cattaneo   | Deceuninck-Quick Step              | + 0s     |
| 10. | Jacopo Mosca      | Trek-Segafredo                     | + 0s     |

| \| Classificação geral \| Classificação geral \| Classificação geral \| Classificação geral \| Classificação geral \| \| Ciclista \| Ciclista \| Equipe \| Tempo \| \| \| ------------------- \| ------------------- \| ---------------------- \| ------------------- \| ------------------- \| \| 1. \| Rohan Dennis \| Ineos Grenadiers \| 4h18m06s \| \| \| 2. \| Geraint Thomas \| Ineos Grenadiers \| + 9s \| \| \| 3. \| Richie Porte \| Ineos Grenadiers \| + 9s \| \| \| 4. \| Rémi Cavagna \| Deceuninck-Quick Step \| + 11s \| \| \| 5. \| Peter Sagan \| Bora-Hansgrohe \| + 12s \| \| \| 6. \| Jan Tratnik \| Bahrain Victorious \| + 13s \| \| \| 7. \| Patrick Bevin \| Israel Start-Up Nation \| + 14s \| \| \| 8. \| Jesús Herrada \| Cofidis \| + 14s \| \| \| 9. \| Marc Hirschi \| UAE Team Emirates \| + 15s \| \| \| 10. \| Mattia Cattaneo \| Deceuninck-Quick Step \| + 15s \| \| |                 |                        |          |
| |                 |                        |          |
| Fonte: ProCyclingStats |                 |                        |          |
| Classificação geral |                 |                        |          |
| Ciclista | Ciclista        | Equipe                 | Tempo    |
| 1. | Rohan Dennis    | Ineos Grenadiers       | 4h18m06s |
| 2. | Geraint Thomas  | Ineos Grenadiers       | + 9s     |
| 3. | Richie Porte    | Ineos Grenadiers       | + 9s     |
| 4. | Rémi Cavagna    | Deceuninck-Quick Step  | + 11s    |
| 5. | Peter Sagan     | Bora-Hansgrohe         | + 12s    |
| 6. | Jan Tratnik     | Bahrain Victorious     | + 13s    |
| 7. | Patrick Bevin   | Israel Start-Up Nation | + 14s    |
| 8. | Jesús Herrada   | Cofidis                | + 14s    |
| 9. | Marc Hirschi    | UAE Team Emirates      | + 15s    |
| 10. | Mattia Cattaneo | Deceuninck-Quick Step  | + 15s    |

### 2.ª etapa
| La Neuveville - Saint-Imier | média montanha | (165,7 km) |

| \| Classificação por etapas \| Classificação por etapas \| Classificação por etapas \| Classificação por etapas \| Classificação por etapas \| \| Ciclista \| Ciclista \| Equipe \| Tempo \| \| \| ------------------------ \| ------------------------ \| ------------------------ \| ------------------------ \| ------------------------ \| \| 1. \| Sonny Colbrelli \| Bahrain Victorious \| 4h21m42s \| \| \| 2. \| Patrick Bevin \| Israel Start-Up Nation \| + 0s \| \| \| 3. \| Marc Hirschi \| UAE Team Emirates \| + 0s \| \| \| 4. \| Clément Champoussin \| AG2R Citroën Team \| + 0s \| \| \| 5. \| Diego Ulissi \| UAE Team Emirates \| + 0s \| \| \| 6. \| Wilco Kelderman \| Bora-Hansgrohe \| + 0s \| \| \| 7. \| Ilan Van Wilder \| Team DSM \| + 0s \| \| \| 8. \| Fausto Masnada \| Deceuninck-Quick Step \| + 0s \| \| \| 9. \| Rui Costa \| UAE Team Emirates \| + 0s \| \| \| 10. \| Marc Soler \| Movistar Team \| + 0s \| \| |                     |                        |          |
| |                     |                        |          |
| Fonte: ProCyclingStats |                     |                        |          |
| Classificação por etapas |                     |                        |          |
| Ciclista | Ciclista            | Equipe                 | Tempo    |
| 1. | Sonny Colbrelli     | Bahrain Victorious     | 4h21m42s |
| 2. | Patrick Bevin       | Israel Start-Up Nation | + 0s     |
| 3. | Marc Hirschi        | UAE Team Emirates      | + 0s     |
| 4. | Clément Champoussin | AG2R Citroën Team      | + 0s     |
| 5. | Diego Ulissi        | UAE Team Emirates      | + 0s     |
| 6. | Wilco Kelderman     | Bora-Hansgrohe         | + 0s     |
| 7. | Ilan Van Wilder     | Team DSM               | + 0s     |
| 8. | Fausto Masnada      | Deceuninck-Quick Step  | + 0s     |
| 9. | Rui Costa           | UAE Team Emirates      | + 0s     |
| 10. | Marc Soler          | Movistar Team          | + 0s     |

| \| Classificação geral \| Classificação geral \| Classificação geral \| Classificação geral \| Classificação geral \| \| Ciclista \| Ciclista \| Equipe \| Tempo \| \| \| ------------------- \| ------------------- \| ---------------------- \| ------------------- \| ------------------- \| \| 1. \| Rohan Dennis \| Ineos Grenadiers \| 8h39m48s \| \| \| 2. \| Patrick Bevin \| Israel Start-Up Nation \| + 8s \| \| \| 3. \| Geraint Thomas \| Ineos Grenadiers \| + 9s \| \| \| 4. \| Richie Porte \| Ineos Grenadiers \| + 9s \| \| \| 5. \| Sonny Colbrelli \| Bahrain Victorious \| + 9s \| \| \| 6. \| Marc Hirschi \| UAE Team Emirates \| + 11s \| \| \| 7. \| Jesús Herrada \| Cofidis \| + 14s \| \| \| 8. \| Mattia Cattaneo \| Deceuninck-Quick Step \| + 15s \| \| \| 9. \| Wilco Kelderman \| Bora-Hansgrohe \| + 16s \| \| \| 10. \| Ilan Van Wilder \| Team DSM \| + 16s \| \| |                 |                        |          |
| |                 |                        |          |
| Fonte: ProCyclingStats |                 |                        |          |
| Classificação geral |                 |                        |          |
| Ciclista | Ciclista        | Equipe                 | Tempo    |
| 1. | Rohan Dennis    | Ineos Grenadiers       | 8h39m48s |
| 2. | Patrick Bevin   | Israel Start-Up Nation | + 8s     |
| 3. | Geraint Thomas  | Ineos Grenadiers       | + 9s     |
| 4. | Richie Porte    | Ineos Grenadiers       | + 9s     |
| 5. | Sonny Colbrelli | Bahrain Victorious     | + 9s     |
| 6. | Marc Hirschi    | UAE Team Emirates      | + 11s    |
| 7. | Jesús Herrada   | Cofidis                | + 14s    |
| 8. | Mattia Cattaneo | Deceuninck-Quick Step  | + 15s    |
| 9. | Wilco Kelderman | Bora-Hansgrohe         | + 16s    |
| 10. | Ilan Van Wilder | Team DSM               | + 16s    |

### 3.ª etapa
| Estavayer - Estavayer | etapa escarpada | (168,7 km) |

| \| Classificação por etapas \| Classificação por etapas \| Classificação por etapas \| Classificação por etapas \| Classificação por etapas \| \| Ciclista \| Ciclista \| Equipe \| Tempo \| \| \| ------------------------ \| ------------------------ \| ------------------------ \| ------------------------ \| ------------------------ \| \| 1. \| Marc Soler \| Movistar Team \| 3h58m35s \| \| \| 2. \| Magnus Cort \| EF Education-Nippo \| + 22s \| \| \| 3. \| Peter Sagan \| Bora-Hansgrohe \| + 22s \| \| \| 4. \| Sonny Colbrelli \| Bahrain Victorious \| + 22s \| \| \| 5. \| Gorka Izagirre \| Astana-Premier Tech \| + 22s \| \| \| 6. \| Diego Ulissi \| UAE Team Emirates \| + 22s \| \| \| 7. \| Ilan Van Wilder \| Team DSM \| + 22s \| \| \| 8. \| Sepp Kuss \| Jumbo-Visma \| + 22s \| \| \| 9. \| Ion Izagirre \| Astana-Premier Tech \| + 22s \| \| \| 10. \| Rui Costa \| UAE Team Emirates \| + 22s \| \| |                 |                     |          |
| |                 |                     |          |
| Fonte: ProCyclingStats |                 |                     |          |
| Classificação por etapas |                 |                     |          |
| Ciclista | Ciclista        | Equipe              | Tempo    |
| 1. | Marc Soler      | Movistar Team       | 3h58m35s |
| 2. | Magnus Cort     | EF Education-Nippo  | + 22s    |
| 3. | Peter Sagan     | Bora-Hansgrohe      | + 22s    |
| 4. | Sonny Colbrelli | Bahrain Victorious  | + 22s    |
| 5. | Gorka Izagirre  | Astana-Premier Tech | + 22s    |
| 6. | Diego Ulissi    | UAE Team Emirates   | + 22s    |
| 7. | Ilan Van Wilder | Team DSM            | + 22s    |
| 8. | Sepp Kuss       | Jumbo-Visma         | + 22s    |
| 9. | Ion Izagirre    | Astana-Premier Tech | + 22s    |
| 10. | Rui Costa       | UAE Team Emirates   | + 22s    |

| \| Classificação geral \| Classificação geral \| Classificação geral \| Classificação geral \| Classificação geral \| \| Ciclista \| Ciclista \| Equipe \| Tempo \| \| \| ------------------- \| ------------------- \| --------------------- \| ------------------- \| ------------------- \| \| 1. \| Marc Soler \| Movistar Team \| 12h38m40s \| \| \| 2. \| Geraint Thomas \| Ineos Grenadiers \| + 14s \| \| \| 3. \| Richie Porte \| Ineos Grenadiers \| + 14s \| \| \| 4. \| Sonny Colbrelli \| Bahrain Victorious \| + 14s \| \| \| 5. \| Marc Hirschi \| UAE Team Emirates \| + 16s \| \| \| 6. \| Mattia Cattaneo \| Deceuninck-Quick Step \| + 20s \| \| \| 7. \| Wilco Kelderman \| Bora-Hansgrohe \| + 21s \| \| \| 8. \| Ilan Van Wilder \| Team DSM \| + 21s \| \| \| 9. \| Sepp Kuss \| Jumbo-Visma \| + 21s \| \| \| 10. \| Rui Costa \| UAE Team Emirates \| + 24s \| \| |                 |                       |           |
| |                 |                       |           |
| Fonte: ProCyclingStats |                 |                       |           |
| Classificação geral |                 |                       |           |
| Ciclista | Ciclista        | Equipe                | Tempo     |
| 1. | Marc Soler      | Movistar Team         | 12h38m40s |
| 2. | Geraint Thomas  | Ineos Grenadiers      | + 14s     |
| 3. | Richie Porte    | Ineos Grenadiers      | + 14s     |
| 4. | Sonny Colbrelli | Bahrain Victorious    | + 14s     |
| 5. | Marc Hirschi    | UAE Team Emirates     | + 16s     |
| 6. | Mattia Cattaneo | Deceuninck-Quick Step | + 20s     |
| 7. | Wilco Kelderman | Bora-Hansgrohe        | + 21s     |
| 8. | Ilan Van Wilder | Team DSM              | + 21s     |
| 9. | Sepp Kuss       | Jumbo-Visma           | + 21s     |
| 10. | Rui Costa       | UAE Team Emirates     | + 24s     |

### 4.ª etapa
| Sion - Thyon | alta montanha | (161,3 km) |

| \| Classificação por etapas \| Classificação por etapas \| Classificação por etapas \| Classificação por etapas \| Classificação por etapas \| \| Ciclista \| Ciclista \| Equipe \| Tempo \| \| \| ------------------------ \| ------------------------ \| ------------------------ \| ------------------------ \| ------------------------ \| \| 1. \| Michael Woods \| Israel Start-Up Nation \| 4h58m35s \| \| \| 2. \| Ben O'Connor \| AG2R Citroën Team \| + 17s \| \| \| 3. \| Geraint Thomas \| Ineos Grenadiers \| + 21s \| \| \| 4. \| Lucas Hamilton \| BikeExchange \| + 34s \| \| \| 5. \| Fausto Masnada \| Deceuninck-Quick Step \| + 37s \| \| \| 6. \| Richie Porte \| Ineos Grenadiers \| + 42s \| \| \| 7. \| Ion Izagirre \| Astana-Premier Tech \| + 42s \| \| \| 8. \| Damiano Caruso \| Bahrain Victorious \| + 52s \| \| \| 9. \| Marc Soler \| Movistar Team \| + 53s \| \| \| 10. \| Thymen Arensman \| Team DSM \| + 1m57s \| \| |                 |                        |          |
| |                 |                        |          |
| Fonte: ProCyclingStats |                 |                        |          |
| Classificação por etapas |                 |                        |          |
| Ciclista | Ciclista        | Equipe                 | Tempo    |
| 1. | Michael Woods   | Israel Start-Up Nation | 4h58m35s |
| 2. | Ben O'Connor    | AG2R Citroën Team      | + 17s    |
| 3. | Geraint Thomas  | Ineos Grenadiers       | + 21s    |
| 4. | Lucas Hamilton  | BikeExchange           | + 34s    |
| 5. | Fausto Masnada  | Deceuninck-Quick Step  | + 37s    |
| 6. | Richie Porte    | Ineos Grenadiers       | + 42s    |
| 7. | Ion Izagirre    | Astana-Premier Tech    | + 42s    |
| 8. | Damiano Caruso  | Bahrain Victorious     | + 52s    |
| 9. | Marc Soler      | Movistar Team          | + 53s    |
| 10. | Thymen Arensman | Team DSM               | + 1m57s  |

| \| Classificação geral \| Classificação geral \| Classificação geral \| Classificação geral \| Classificação geral \| \| Ciclista \| Ciclista \| Equipe \| Tempo \| \| \| ------------------- \| ------------------- \| ---------------------- \| ------------------- \| ------------------- \| \| 1. \| Michael Woods \| Israel Start-Up Nation \| 17h37m35s \| \| \| 2. \| Geraint Thomas \| Ineos Grenadiers \| + 11s \| \| \| 3. \| Ben O'Connor \| AG2R Citroën Team \| + 21s \| \| \| 4. \| Marc Soler \| Movistar Team \| + 33s \| \| \| 5. \| Richie Porte \| Ineos Grenadiers \| + 36s \| \| \| 6. \| Fausto Masnada \| Deceuninck-Quick Step \| + 45s \| \| \| 7. \| Ion Izagirre \| Astana-Premier Tech \| + 48s \| \| \| 8. \| Lucas Hamilton \| BikeExchange \| + 49s \| \| \| 9. \| Damiano Caruso \| Bahrain Victorious \| + 1m04s \| \| \| 10. \| Wilco Kelderman \| Bora-Hansgrohe \| + 1m58s \| \| |                 |                        |           |
| |                 |                        |           |
| Fonte: ProCyclingStats |                 |                        |           |
| Classificação geral |                 |                        |           |
| Ciclista | Ciclista        | Equipe                 | Tempo     |
| 1. | Michael Woods   | Israel Start-Up Nation | 17h37m35s |
| 2. | Geraint Thomas  | Ineos Grenadiers       | + 11s     |
| 3. | Ben O'Connor    | AG2R Citroën Team      | + 21s     |
| 4. | Marc Soler      | Movistar Team          | + 33s     |
| 5. | Richie Porte    | Ineos Grenadiers       | + 36s     |
| 6. | Fausto Masnada  | Deceuninck-Quick Step  | + 45s     |
| 7. | Ion Izagirre    | Astana-Premier Tech    | + 48s     |
| 8. | Lucas Hamilton  | BikeExchange           | + 49s     |
| 9. | Damiano Caruso  | Bahrain Victorious     | + 1m04s   |
| 10. | Wilco Kelderman | Bora-Hansgrohe         | + 1m58s   |

### 5.ª etapa
| Friburgo - Friburgo | contrarrelógio individual | (16,19 km) |

| \| Classificação por etapas \| Classificação por etapas \| Classificação por etapas \| Classificação por etapas \| Classificação por etapas \| \| Ciclista \| Ciclista \| Equipe \| Tempo \| \| \| ------------------------ \| ------------------------ \| ------------------------ \| ------------------------ \| ------------------------ \| \| 1. \| Rémi Cavagna \| Deceuninck-Quick Step \| 21m54s \| \| \| 2. \| Stefan Bissegger \| EF Education-Nippo \| + 6s \| \| \| 3. \| Geraint Thomas \| Ineos Grenadiers \| + 17s \| \| \| 4. \| Ilan Van Wilder \| Team DSM \| + 18s \| \| \| 5. \| Richie Porte \| Ineos Grenadiers \| + 20s \| \| \| 6. \| Fausto Masnada \| Deceuninck-Quick Step \| + 21s \| \| \| 7. \| Mattia Cattaneo \| Deceuninck-Quick Step \| + 29s \| \| \| 8. \| Marc Soler \| Movistar Team \| + 34s \| \| \| 9. \| Rohan Dennis \| Ineos Grenadiers \| + 35s \| \| \| 10. \| Filippo Ganna \| Ineos Grenadiers \| + 37s \| \| |                  |                       |        |
| |                  |                       |        |
| Fonte: ProCyclingStats |                  |                       |        |
| Classificação por etapas |                  |                       |        |
| Ciclista | Ciclista         | Equipe                | Tempo  |
| 1. | Rémi Cavagna     | Deceuninck-Quick Step | 21m54s |
| 2. | Stefan Bissegger | EF Education-Nippo    | + 6s   |
| 3. | Geraint Thomas   | Ineos Grenadiers      | + 17s  |
| 4. | Ilan Van Wilder  | Team DSM              | + 18s  |
| 5. | Richie Porte     | Ineos Grenadiers      | + 20s  |
| 6. | Fausto Masnada   | Deceuninck-Quick Step | + 21s  |
| 7. | Mattia Cattaneo  | Deceuninck-Quick Step | + 29s  |
| 8. | Marc Soler       | Movistar Team         | + 34s  |
| 9. | Rohan Dennis     | Ineos Grenadiers      | + 35s  |
| 10. | Filippo Ganna    | Ineos Grenadiers      | + 37s  |

## Classificações finais
- As classificações finalizaram da seguinte forma:[5]

### Classificação geral
| \| Classificação geral \| Classificação geral \| Classificação geral \| Classificação geral \| Classificação geral \| \| Ciclista \| Ciclista \| Equipe \| Tempo \| \| \| ------------------- \| ------------------- \| ---------------------- \| ------------------- \| ------------------- \| \| 1. \| Geraint Thomas \| Ineos Grenadiers \| 17h59m57s \| \| \| 2. \| Richie Porte \| Ineos Grenadiers \| + 28s \| \| \| 3. \| Fausto Masnada \| Deceuninck-Quick Step \| + 38s \| \| \| 4. \| Marc Soler \| Movistar Team \| + 39s \| \| \| 5. \| Michael Woods \| Israel Start-Up Nation \| + 43s \| \| \| 6. \| Ben O'Connor \| AG2R Citroën Team \| + 45s \| \| \| 7. \| Ion Izagirre \| Astana-Premier Tech \| + 1m08s \| \| \| 8. \| Lucas Hamilton \| BikeExchange \| + 1m22s \| \| \| 9. \| Damiano Caruso \| Bahrain Victorious \| + 1m30s \| \| \| 10. \| Wilco Kelderman \| Bora-Hansgrohe \| + 2m20s \| \| |                 |                        |           |
| |                 |                        |           |
| Fonte: ProCyclingStats |                 |                        |           |
| Classificação geral |                 |                        |           |
| Ciclista | Ciclista        | Equipe                 | Tempo     |
| 1. | Geraint Thomas  | Ineos Grenadiers       | 17h59m57s |
| 2. | Richie Porte    | Ineos Grenadiers       | + 28s     |
| 3. | Fausto Masnada  | Deceuninck-Quick Step  | + 38s     |
| 4. | Marc Soler      | Movistar Team          | + 39s     |
| 5. | Michael Woods   | Israel Start-Up Nation | + 43s     |
| 6. | Ben O'Connor    | AG2R Citroën Team      | + 45s     |
| 7. | Ion Izagirre    | Astana-Premier Tech    | + 1m08s   |
| 8. | Lucas Hamilton  | BikeExchange           | + 1m22s   |
| 9. | Damiano Caruso  | Bahrain Victorious     | + 1m30s   |
| 10. | Wilco Kelderman | Bora-Hansgrohe         | + 2m20s   |

### Classificação da montanha
| Classificação da montanha | Classificação da montanha | Classificação da montanha          | Classificação da montanha | Classificação da montanha |
| Ciclista                  | Ciclista                  | Equipe                             | Pontos                    |                           |
| ------------------------- | ------------------------- | ---------------------------------- | ------------------------- | ------------------------- |
| 1.                        | Kobe Goossens             | Lotto-Soudal                       | 48 pts                    |                           |
| 2.                        | Joel Suter                | Suíça                              | 43 pts                    |                           |
| 3.                        | Geraint Thomas            | Ineos Grenadiers                   | 34 pts                    |                           |
| 4.                        | Davide Villella           | Movistar Team                      | 34 pts                    |                           |
| 5.                        | Rein Taaramäe             | Intermarché-Wanty-Gobert Matériaux | 26 pts                    |                           |
| 6.                        | Simon Pellaud             | Suíça                              | 25 pts                    |                           |
| 7.                        | Antwan Tolhoek            | Jumbo-Visma                        | 20 pts                    |                           |
| 8.                        | Manuele Boaro             | Astana-Premier Tech                | 19 pts                    |                           |
| 9.                        | Michael Woods             | Israel Start-Up Nation             | 18 pts                    |                           |
| 10.                       | Robert Power              | Qhubeka Assos                      | 14 pts                    |                           |

### Classificação dos pontos
| Classificação por pontos | Classificação por pontos | Classificação por pontos | Classificação por pontos | Classificação por pontos |
| Ciclista                 | Ciclista                 | Equipe                   | Pontos                   |                          |
| ------------------------ | ------------------------ | ------------------------ | ------------------------ | ------------------------ |
| 1.                       | Sonny Colbrelli          | Bahrain Victorious       | 98 pts                   |                          |
| 2.                       | Marc Soler               | Movistar Team            | 77 pts                   |                          |
| 3.                       | Magnus Cort              | EF Education-Nippo       | 76 pts                   |                          |
| 4.                       | Peter Sagan              | Bora-Hansgrohe           | 70 pts                   |                          |
| 5.                       | Geraint Thomas           | Ineos Grenadiers         | 69 pts                   |                          |
| 6.                       | Richie Porte             | Ineos Grenadiers         | 54 pts                   |                          |
| 7.                       | Stefan Bissegger         | EF Education-Nippo       | 52 pts                   |                          |
| 8.                       | Rémi Cavagna             | Deceuninck-Quick Step    | 49 pts                   |                          |
| 9.                       | Ilan Van Wilder          | Team DSM                 | 48 pts                   |                          |
| 10.                      | Fausto Masnada           | Deceuninck-Quick Step    | 42 pts                   |                          |

### Classificação dos jovens
| Classificação dos jovens | Classificação dos jovens | Classificação dos jovens | Classificação dos jovens | Classificação dos jovens |
| Ciclista                 | Ciclista                 | Equipe                   | Tempo                    |                          |
| ------------------------ | ------------------------ | ------------------------ | ------------------------ | ------------------------ |
| 1.                       | Thymen Arensman          | Team DSM                 | 18h02m45s                |                          |
| 2.                       | Mattias Skjelmose        | Trek-Segafredo           | + 1m37s                  |                          |
| 3.                       | Ilan Van Wilder          | Team DSM                 | + 3m21s                  |                          |
| 4.                       | Gijs Leemreize           | Jumbo-Visma              | + 9m36s                  |                          |
| 5.                       | Clément Champoussin      | AG2R Citroën Team        | + 11m54s                 |                          |
| 6.                       | Félix Gall               | Team DSM                 | + 12m00s                 |                          |
| 7.                       | Antonio Tiberi           | Trek-Segafredo           | + 12m33s                 |                          |
| 8.                       | Marc Hirschi             | UAE Team Emirates        | + 19m45s                 |                          |
| 9.                       | Andreas Kron             | Lotto-Soudal             | + 26m44s                 |                          |
| 10.                      | Marco Brenner            | Team DSM                 | + 28m26s                 |                          |

### Classificação por equipas
| Classificação por equipes | Classificação por equipes          | Classificação por equipes | Classificação por equipes |
| Equipe                    | Equipe                             | Tempo                     |                           |
| ------------------------- | ---------------------------------- | ------------------------- | ------------------------- |
| 1.                        | Ineos Grenadiers                   | 54h07m07s                 |                           |
| 2.                        | Team DSM                           | + 11m50s                  |                           |
| 3.                        | Jumbo-Visma                        | + 15m59s                  |                           |
| 4.                        | Intermarché-Wanty-Gobert Matériaux | + 20m33s                  |                           |
| 5.                        | Bahrain Victorious                 | + 20m47s                  |                           |
| 6.                        | Trek-Segafredo                     | + 23m03s                  |                           |
| 7.                        | Deceuninck-Quick Step              | + 23m41s                  |                           |
| 8.                        | Astana-Premier Tech                | + 27m04s                  |                           |
| 9.                        | Movistar Team                      | + 30m44s                  |                           |
| 10.                       | Groupama-FDJ                       | + 31m17s                  |                           |

## Evolução das classificações
| Etapa                 | Vencedor              | Classificação geral | Classificação da montanha | Classificação dos pontos | Classificação dos jovens | Prêmio da combatividade | Classificação por equipas |
| --------------------- | --------------------- | ------------------- | ------------------------- | ------------------------ | ------------------------ | ----------------------- | ------------------------- |
| Prólogo               | Rohan Dennis          | Rohan Dennis        | Rohan Dennis              | Rohan Dennis             | Stefan Bissegger         | não se entregou         | Ineos Grenadiers          |
| 1.ª                   | Peter Sagan           | Rohan Dennis        | Joel Suter                | Peter Sagan              | Marc Hirschi             | Joel Suter              | Ineos Grenadiers          |
| 2.ª                   | Sonny Colbrelli       | Rohan Dennis        | Joel Suter                | Sonny Colbrelli          | Marc Hirschi             | Rein Taaramäe           | Ineos Grenadiers          |
| 3.ª                   | Marc Soler            | Marc Soler          | Joel Suter                | Sonny Colbrelli          | Marc Hirschi             | Stefan Küng             | UAE Emirates              |
| 4.ª                   | Michael Woods         | Michael Woods       | Kobe Goossens             | Sonny Colbrelli          | Thymen Arensman          | Magnus Cort             | Ineos Grenadiers          |
| 5.ª                   | Rémi Cavagna          | Geraint Thomas      | Kobe Goossens             | Sonny Colbrelli          | Thymen Arensman          | não se entregou         | Ineos Grenadiers          |
| Classificações finais | Classificações finais | Geraint Thomas      | Kobe Goossens             | Sonny Colbrelli          | Thymen Arensman          | não se entregou         | Ineos Grenadiers          |

## Ciclistas participantes e posições finais
| Ineos Grenadiers IGD | Ineos Grenadiers IGD      | Ineos Grenadiers IGD |
| -------------------- | ------------------------- | -------------------- |
| Num                  | Ciclista                  | Pos                  |
| 1                    | Geraint Thomas (GBR)      | 1.                   |
| 2                    | Andrey Amador (CRC)       | 75.                  |
| 3                    | Rohan Dennis (AUS)        | 17.                  |
| 4                    | Owain Doull (GBR)         | 90.                  |
| 5                    | Edward Dunbar (IRL)       | 38.                  |
| 6                    | Filippo Ganna (ITA) (CRI) | 80.                  |
| 7                    | Richie Porte (AUS)        | 2.                   |

| Deceuninck-Quick Step DQT | Deceuninck-Quick Step DQT | Deceuninck-Quick Step DQT |
| ------------------------- | ------------------------- | ------------------------- |
| Num                       | Ciclista                  | Pos                       |
| 11                        | Fausto Masnada (ITA)      | 3.                        |
| 12                        | Mattia Cattaneo (ITA)     | 12.                       |
| 13                        | Rémi Cavagna (FRA)        | 56.                       |
| 14                        | Josef Černý (CZE)         | 91.                       |
| 15                        | Dries Devenyns (BEL)      | NP-2                      |
| 16                        | Ian Garrison (USA)        | 104.                      |
| 17                        | Iljo Keisse (BEL)         | NP-5                      |

| Jumbo-Visma TJV | Jumbo-Visma TJV           | Jumbo-Visma TJV |
| --------------- | ------------------------- | --------------- |
| Num             | Ciclista                  | Pos             |
| 21              | Steven Kruijswijk (NED)   | 21.             |
| 22              | Sepp Kuss (USA)           | 14.             |
| 23              | Gijs Leemreize (NED)      | 28.             |
| 24              | Tony Martin (GER)         | 89.             |
| 25              | Christoph Pfingsten (GER) | 60.             |
| 26              | Antwan Tolhoek (NED)      | 95.             |
| 27              | Jos van Emden (NED)       | NP-5            |

| UAE Team Emirates UAD | UAE Team Emirates UAD       | UAE Team Emirates UAD |
| --------------------- | --------------------------- | --------------------- |
| Num                   | Ciclista                    | Pos                   |
| 31                    | Marc Hirschi (SUI)          | 45.                   |
| 32                    | Rui Costa (POR) (estrada)   | 13.                   |
| 33                    | Alessandro Covi (ITA)       | 66.                   |
| 34                    | Cristian Camilo Muñoz (COL) | 43.                   |
| 35                    | Maximiliano Richeze (ARG)   | NP-5                  |
| 36                    | Oliviero Troia (ITA)        | NP-4                  |
| 37                    | Diego Ulissi (ITA)          | 36.                   |

| Bora-Hansgrohe BOH | Bora-Hansgrohe BOH          | Bora-Hansgrohe BOH |
| ------------------ | --------------------------- | ------------------ |
| Num                | Ciclista                    | Pos                |
| 41                 | Peter Sagan (SVK)           | 77.                |
| 42                 | Erik Baška (SVK)            | DNF-2              |
| 43                 | Marcus Burghardt (GER)      | 78.                |
| 44                 | Wilco Kelderman (NED)       | 10.                |
| 45                 | Jordi Meeus (BEL)           | 107.               |
| 46                 | Juraj Sagan (SVK) (estrada) | 117.               |
| 47                 | Ben Zwiehoff (GER)          | 26.                |

| Trek-Segafredo TFS | Trek-Segafredo TFS      | Trek-Segafredo TFS |
| ------------------ | ----------------------- | ------------------ |
| Num                | Ciclista                | Pos                |
| 51                 | Kenny Elissonde (FRA)   | 29.                |
| 52                 | Niklas Eg (DEN)         | 76.                |
| 53                 | Mattias Skjelmose (DEN) | 15.                |
| 54                 | Jacopo Mosca (ITA)      | 41.                |
| 55                 | Matteo Moschetti (ITA)  | 106.               |
| 56                 | Charlie Quaterman (GBR) | 105.               |
| 57                 | Antonio Tiberi (ITA)    | 33.                |

| Bahrain Victorious TBV | Bahrain Victorious TBV    | Bahrain Victorious TBV |
| ---------------------- | ------------------------- | ---------------------- |
| Num                    | Ciclista                  | Pos                    |
| 61                     | Damiano Caruso (ITA)      | 9.                     |
| 62                     | Phil Bauhaus (GER)        | DNF-4                  |
| 63                     | Sonny Colbrelli (ITA)     | 37.                    |
| 64                     | Jack Haig (AUS)           | 67.                    |
| 65                     | Hermann Pernsteiner (AUT) | 27.                    |
| 66                     | Jan Tratnik (SLO)         | 79.                    |
| 67                     | Stephen Williams (GBR)    | 72.                    |

| AG2R Citroën Team ACT | AG2R Citroën Team ACT     | AG2R Citroën Team ACT |
| --------------------- | ------------------------- | --------------------- |
| Num                   | Ciclista                  | Pos                   |
| 71                    | Clément Champoussin (FRA) | 30.                   |
| 72                    | Mathias Frank (SUI)       | 68.                   |
| 73                    | Alexis Gougeard (FRA)     | DNF-4                 |
| 74                    | Jaakko Hänninen (FIN)     | 71.                   |
| 75                    | Lawrence Naesen (BEL)     | 101.                  |
| 76                    | Ben O'Connor (AUS)        | 6.                    |
| 77                    | Clément Venturini (FRA)   | 59.                   |

| Astana-Premier Tech APT | Astana-Premier Tech APT               | Astana-Premier Tech APT |
| ----------------------- | ------------------------------------- | ----------------------- |
| Num                     | Ciclista                              | Pos                     |
| 81                      | Ion Izagirre (ESP)                    | 7.                      |
| 82                      | Manuele Boaro (ITA)                   | 93.                     |
| 83                      | Rodrigo Contreras (COL)               | 50.                     |
| 84                      | Gorka Izagirre (ESP)                  | NP-5                    |
| 85                      | Alexey Lutsenko (KAZ) (estrada e CRI) | NP-2                    |
| 86                      | Davide Martinelli (ITA)               | 111.                    |
| 87                      | Javier Romo (ESP)                     | 82.                     |

| BikeExchange BEX | BikeExchange BEX          | BikeExchange BEX |
| ---------------- | ------------------------- | ---------------- |
| Num              | Ciclista                  | Pos              |
| 91               | Lucas Hamilton (AUS)      | 8.               |
| 92               | Sam Bewley (NZL)          | DNF-2            |
| 93               | Brent Bookwalter (USA)    | 63.              |
| 94               | Alexander Edmondson (AUS) | 99.              |
| 95               | Tsgabu Grmay (ETH)        | 58.              |
| 96               | Damien Howson (AUS)       | 42.              |
| 97               | Dion Smith (NZL)          | 46.              |

| Groupama-FDJ GFC | Groupama-FDJ GFC                  | Groupama-FDJ GFC |
| ---------------- | --------------------------------- | ---------------- |
| Num              | Ciclista                          | Pos              |
| 101              | Matteo Badilatti (SUI)            | 24.              |
| 102              | Stefan Küng (SUI) (estrada e CRI) | 40.              |
| 103              | Mathieu Ladagnous (FRA)           | 74.              |
| 104              | Fabian Lienhard (SUI)             | 108.             |
| 105              | Sébastien Reichenbach (SUI)       | 23.              |
| 106              | Romain Seigle (FRA)               | NP-3             |
| 107              | Jake Stewart (GBR)                | 83.              |

| Qhubeka Assos TQA | Qhubeka Assos TQA                 | Qhubeka Assos TQA |
| ----------------- | --------------------------------- | ----------------- |
| Num               | Ciclista                          | Pos               |
| 111               | Sergio Henao (COL)                | 51.               |
| 112               | Sander Armée (BEL)                | 81.               |
| 113               | Carlos Barbero (ESP)              | 69.               |
| 114               | Reinardt Janse van Rensburg (RSA) | 113.              |
| 115               | Robert Power (AUS)                | 64.               |
| 116               | Dylan Sunderland (AUS)            | 97.               |
| 117               | Harry Tanfield (GBR)              | DNF-1             |

| Israel Start-Up Nation ISN | Israel Start-Up Nation ISN | Israel Start-Up Nation ISN |
| -------------------------- | -------------------------- | -------------------------- |
| Num                        | Ciclista                   | Pos                        |
| 121                        | Michael Woods (CAN)        | 5.                         |
| 122                        | Patrick Bevin (NZL)        | NP-3                       |
| 123                        | Guillaume Boivin (CAN)     | 102.                       |
| 124                        | Alex Dowsett (GBR)         | DNF-4                      |
| 125                        | Chris Froome (GBR)         | 96.                        |
| 126                        | Reto Hollenstein (SUI)     | 52.                        |
| 127                        | Mads Würtz (DEN)           | 85.                        |

| Movistar Team MOV | Movistar Team MOV        | Movistar Team MOV |
| ----------------- | ------------------------ | ----------------- |
| Num               | Ciclista                 | Pos               |
| 131               | Marc Soler (ESP)         | 4.                |
| 132               | Dario Cataldo (ITA)      | 55.               |
| 133               | Johan Jacobs (SUI)       | 100.              |
| 134               | Mathias Norsgaard (DEN)  | 115.              |
| 135               | Miguel Ángel López (COL) | 35.               |
| 136               | Albert Torres (ESP)      | 119.              |
| 137               | Davide Villella (ITA)    | 54.               |

| Lotto-Soudal LTS | Lotto-Soudal LTS       | Lotto-Soudal LTS |
| ---------------- | ---------------------- | ---------------- |
| Num              | Ciclista               | Pos              |
| 141              | Philippe Gilbert (BEL) | 70.              |
| 142              | Filippo Conca (ITA)    | DNF-4            |
| 143              | Steff Cras (BEL)       | 34.              |
| 144              | Kobe Goossens (BEL)    | 25.              |
| 145              | Matthew Holmes (GBR)   | 86.              |
| 146              | Andreas Kron (DEN)     | 61.              |
| 147              | Gerben Thijssen (BEL)  | 116.             |

| Cofidis COF | Cofidis COF                     | Cofidis COF |
| ----------- | ------------------------------- | ----------- |
| Num         | Ciclista                        | Pos         |
| 151         | Jesús Herrada (ESP)             | 22.         |
| 152         | Natnael Berhane (ERI) (estrada) | 103.        |
| 153         | Tom Bohli (SUI)                 | 109.        |
| 154         | Thomas Champion (FRA)           | 94.         |
| 155         | José Herrada (ESP)              | 31.         |
| 156         | Fabio Sabatini (ITA)            | 118.        |
| 157         | Elia Viviani (ITA)              | 110.        |

| Team DSM DSM | Team DSM DSM          | Team DSM DSM |
| ------------ | --------------------- | ------------ |
| Num          | Ciclista              | Pos          |
| 161          | Thymen Arensman (NED) | 11.          |
| 162          | Marco Brenner (GER)   | 65.          |
| 163          | Nico Denz (GER)       | NP-4         |
| 164          | Félix Gall (AUT)      | 32.          |
| 165          | Chad Haga (USA)       | 84.          |
| 166          | Chris Hamilton (AUS)  | DNF-2        |
| 167          | Ilan Van Wilder (BEL) | 16.          |

| EF Education-Nippo EFN | EF Education-Nippo EFN           | EF Education-Nippo EFN |
| ---------------------- | -------------------------------- | ---------------------- |
| Num                    | Ciclista                         | Pos                    |
| 171                    | Tejay van Garderen (USA)         | 57.                    |
| 172                    | Stefan Bissegger (SUI)           | 88.                    |
| 173                    | Jonathan Caicedo (ECU) (estrada) | 44.                    |
| 174                    | Diego Camargo (COL)              | 73.                    |
| 175                    | Julien El Fares (FRA)            | 49.                    |
| 176                    | Magnus Cort (DEN)                | 19.                    |
| 177                    | Neilson Powless (USA)            | 87.                    |

| Intermarché-Wanty-Gobert Matériaux IWG | Intermarché-Wanty-Gobert Matériaux IWG | Intermarché-Wanty-Gobert Matériaux IWG |
| -------------------------------------- | -------------------------------------- | -------------------------------------- |
| Num                                    | Ciclista                               | Pos                                    |
| 181                                    | Louis Meintjes (RSA)                   | 20.                                    |
| 182                                    | Jan Bakelants (BEL)                    | 39.                                    |
| 183                                    | Jan Hirt (CZE)                         | DNF-4                                  |
| 184                                    | Riccardo Minali (ITA)                  | DNF-3                                  |
| 185                                    | Andrea Pasqualon (ITA)                 | 62.                                    |
| 186                                    | Simone Petilli (ITA)                   | 18.                                    |
| 187                                    | Rein Taaramäe (EST)                    | 47.                                    |

| Suíça SUI | Suíça SUI          | Suíça SUI |
| --------- | ------------------ | --------- |
| Num       | Ciclista           | Pos       |
| 191       | Simon Pellaud      | 48.       |
| 192       | Mathias Flückiger  | 53.       |
| 193       | Claudio Imhof      | 120.      |
| 194       | Matthias Reutimann | 98.       |
| 195       | Joab Schneiter     | 112.      |
| 196       | Joel Suter         | 92.       |
| 197       | Cyrille Thièry     | 114.      |

| Ineos Grenadiers IGD | Ineos Grenadiers IGD      | Ineos Grenadiers IGD |
| -------------------- | ------------------------- | -------------------- |
| Num                  | Ciclista                  | Pos                  |
| 1                    | Geraint Thomas (GBR)      | 1.                   |
| 2                    | Andrey Amador (CRC)       | 75.                  |
| 3                    | Rohan Dennis (AUS)        | 17.                  |
| 4                    | Owain Doull (GBR)         | 90.                  |
| 5                    | Edward Dunbar (IRL)       | 38.                  |
| 6                    | Filippo Ganna (ITA) (CRI) | 80.                  |
| 7                    | Richie Porte (AUS)        | 2.                   |

| Deceuninck-Quick Step DQT | Deceuninck-Quick Step DQT | Deceuninck-Quick Step DQT |
| ------------------------- | ------------------------- | ------------------------- |
| Num                       | Ciclista                  | Pos                       |
| 11                        | Fausto Masnada (ITA)      | 3.                        |
| 12                        | Mattia Cattaneo (ITA)     | 12.                       |
| 13                        | Rémi Cavagna (FRA)        | 56.                       |
| 14                        | Josef Černý (CZE)         | 91.                       |
| 15                        | Dries Devenyns (BEL)      | NP-2                      |
| 16                        | Ian Garrison (USA)        | 104.                      |
| 17                        | Iljo Keisse (BEL)         | NP-5                      |

| Jumbo-Visma TJV | Jumbo-Visma TJV           | Jumbo-Visma TJV |
| --------------- | ------------------------- | --------------- |
| Num             | Ciclista                  | Pos             |
| 21              | Steven Kruijswijk (NED)   | 21.             |
| 22              | Sepp Kuss (USA)           | 14.             |
| 23              | Gijs Leemreize (NED)      | 28.             |
| 24              | Tony Martin (GER)         | 89.             |
| 25              | Christoph Pfingsten (GER) | 60.             |
| 26              | Antwan Tolhoek (NED)      | 95.             |
| 27              | Jos van Emden (NED)       | NP-5            |

| UAE Team Emirates UAD | UAE Team Emirates UAD       | UAE Team Emirates UAD |
| --------------------- | --------------------------- | --------------------- |
| Num                   | Ciclista                    | Pos                   |
| 31                    | Marc Hirschi (SUI)          | 45.                   |
| 32                    | Rui Costa (POR) (estrada)   | 13.                   |
| 33                    | Alessandro Covi (ITA)       | 66.                   |
| 34                    | Cristian Camilo Muñoz (COL) | 43.                   |
| 35                    | Maximiliano Richeze (ARG)   | NP-5                  |
| 36                    | Oliviero Troia (ITA)        | NP-4                  |
| 37                    | Diego Ulissi (ITA)          | 36.                   |

| Bora-Hansgrohe BOH | Bora-Hansgrohe BOH          | Bora-Hansgrohe BOH |
| ------------------ | --------------------------- | ------------------ |
| Num                | Ciclista                    | Pos                |
| 41                 | Peter Sagan (SVK)           | 77.                |
| 42                 | Erik Baška (SVK)            | DNF-2              |
| 43                 | Marcus Burghardt (GER)      | 78.                |
| 44                 | Wilco Kelderman (NED)       | 10.                |
| 45                 | Jordi Meeus (BEL)           | 107.               |
| 46                 | Juraj Sagan (SVK) (estrada) | 117.               |
| 47                 | Ben Zwiehoff (GER)          | 26.                |

| Trek-Segafredo TFS | Trek-Segafredo TFS      | Trek-Segafredo TFS |
| ------------------ | ----------------------- | ------------------ |
| Num                | Ciclista                | Pos                |
| 51                 | Kenny Elissonde (FRA)   | 29.                |
| 52                 | Niklas Eg (DEN)         | 76.                |
| 53                 | Mattias Skjelmose (DEN) | 15.                |
| 54                 | Jacopo Mosca (ITA)      | 41.                |
| 55                 | Matteo Moschetti (ITA)  | 106.               |
| 56                 | Charlie Quaterman (GBR) | 105.               |
| 57                 | Antonio Tiberi (ITA)    | 33.                |

| Bahrain Victorious TBV | Bahrain Victorious TBV    | Bahrain Victorious TBV |
| ---------------------- | ------------------------- | ---------------------- |
| Num                    | Ciclista                  | Pos                    |
| 61                     | Damiano Caruso (ITA)      | 9.                     |
| 62                     | Phil Bauhaus (GER)        | DNF-4                  |
| 63                     | Sonny Colbrelli (ITA)     | 37.                    |
| 64                     | Jack Haig (AUS)           | 67.                    |
| 65                     | Hermann Pernsteiner (AUT) | 27.                    |
| 66                     | Jan Tratnik (SLO)         | 79.                    |
| 67                     | Stephen Williams (GBR)    | 72.                    |

| AG2R Citroën Team ACT | AG2R Citroën Team ACT     | AG2R Citroën Team ACT |
| --------------------- | ------------------------- | --------------------- |
| Num                   | Ciclista                  | Pos                   |
| 71                    | Clément Champoussin (FRA) | 30.                   |
| 72                    | Mathias Frank (SUI)       | 68.                   |
| 73                    | Alexis Gougeard (FRA)     | DNF-4                 |
| 74                    | Jaakko Hänninen (FIN)     | 71.                   |
| 75                    | Lawrence Naesen (BEL)     | 101.                  |
| 76                    | Ben O'Connor (AUS)        | 6.                    |
| 77                    | Clément Venturini (FRA)   | 59.                   |

| Astana-Premier Tech APT | Astana-Premier Tech APT               | Astana-Premier Tech APT |
| ----------------------- | ------------------------------------- | ----------------------- |
| Num                     | Ciclista                              | Pos                     |
| 81                      | Ion Izagirre (ESP)                    | 7.                      |
| 82                      | Manuele Boaro (ITA)                   | 93.                     |
| 83                      | Rodrigo Contreras (COL)               | 50.                     |
| 84                      | Gorka Izagirre (ESP)                  | NP-5                    |
| 85                      | Alexey Lutsenko (KAZ) (estrada e CRI) | NP-2                    |
| 86                      | Davide Martinelli (ITA)               | 111.                    |
| 87                      | Javier Romo (ESP)                     | 82.                     |

| BikeExchange BEX | BikeExchange BEX          | BikeExchange BEX |
| ---------------- | ------------------------- | ---------------- |
| Num              | Ciclista                  | Pos              |
| 91               | Lucas Hamilton (AUS)      | 8.               |
| 92               | Sam Bewley (NZL)          | DNF-2            |
| 93               | Brent Bookwalter (USA)    | 63.              |
| 94               | Alexander Edmondson (AUS) | 99.              |
| 95               | Tsgabu Grmay (ETH)        | 58.              |
| 96               | Damien Howson (AUS)       | 42.              |
| 97               | Dion Smith (NZL)          | 46.              |

| Groupama-FDJ GFC | Groupama-FDJ GFC                  | Groupama-FDJ GFC |
| ---------------- | --------------------------------- | ---------------- |
| Num              | Ciclista                          | Pos              |
| 101              | Matteo Badilatti (SUI)            | 24.              |
| 102              | Stefan Küng (SUI) (estrada e CRI) | 40.              |
| 103              | Mathieu Ladagnous (FRA)           | 74.              |
| 104              | Fabian Lienhard (SUI)             | 108.             |
| 105              | Sébastien Reichenbach (SUI)       | 23.              |
| 106              | Romain Seigle (FRA)               | NP-3             |
| 107              | Jake Stewart (GBR)                | 83.              |

| Qhubeka Assos TQA | Qhubeka Assos TQA                 | Qhubeka Assos TQA |
| ----------------- | --------------------------------- | ----------------- |
| Num               | Ciclista                          | Pos               |
| 111               | Sergio Henao (COL)                | 51.               |
| 112               | Sander Armée (BEL)                | 81.               |
| 113               | Carlos Barbero (ESP)              | 69.               |
| 114               | Reinardt Janse van Rensburg (RSA) | 113.              |
| 115               | Robert Power (AUS)                | 64.               |
| 116               | Dylan Sunderland (AUS)            | 97.               |
| 117               | Harry Tanfield (GBR)              | DNF-1             |

| Israel Start-Up Nation ISN | Israel Start-Up Nation ISN | Israel Start-Up Nation ISN |
| -------------------------- | -------------------------- | -------------------------- |
| Num                        | Ciclista                   | Pos                        |
| 121                        | Michael Woods (CAN)        | 5.                         |
| 122                        | Patrick Bevin (NZL)        | NP-3                       |
| 123                        | Guillaume Boivin (CAN)     | 102.                       |
| 124                        | Alex Dowsett (GBR)         | DNF-4                      |
| 125                        | Chris Froome (GBR)         | 96.                        |
| 126                        | Reto Hollenstein (SUI)     | 52.                        |
| 127                        | Mads Würtz (DEN)           | 85.                        |

| Movistar Team MOV | Movistar Team MOV        | Movistar Team MOV |
| ----------------- | ------------------------ | ----------------- |
| Num               | Ciclista                 | Pos               |
| 131               | Marc Soler (ESP)         | 4.                |
| 132               | Dario Cataldo (ITA)      | 55.               |
| 133               | Johan Jacobs (SUI)       | 100.              |
| 134               | Mathias Norsgaard (DEN)  | 115.              |
| 135               | Miguel Ángel López (COL) | 35.               |
| 136               | Albert Torres (ESP)      | 119.              |
| 137               | Davide Villella (ITA)    | 54.               |

| Lotto-Soudal LTS | Lotto-Soudal LTS       | Lotto-Soudal LTS |
| ---------------- | ---------------------- | ---------------- |
| Num              | Ciclista               | Pos              |
| 141              | Philippe Gilbert (BEL) | 70.              |
| 142              | Filippo Conca (ITA)    | DNF-4            |
| 143              | Steff Cras (BEL)       | 34.              |
| 144              | Kobe Goossens (BEL)    | 25.              |
| 145              | Matthew Holmes (GBR)   | 86.              |
| 146              | Andreas Kron (DEN)     | 61.              |
| 147              | Gerben Thijssen (BEL)  | 116.             |

| Cofidis COF | Cofidis COF                     | Cofidis COF |
| ----------- | ------------------------------- | ----------- |
| Num         | Ciclista                        | Pos         |
| 151         | Jesús Herrada (ESP)             | 22.         |
| 152         | Natnael Berhane (ERI) (estrada) | 103.        |
| 153         | Tom Bohli (SUI)                 | 109.        |
| 154         | Thomas Champion (FRA)           | 94.         |
| 155         | José Herrada (ESP)              | 31.         |
| 156         | Fabio Sabatini (ITA)            | 118.        |
| 157         | Elia Viviani (ITA)              | 110.        |

| Team DSM DSM | Team DSM DSM          | Team DSM DSM |
| ------------ | --------------------- | ------------ |
| Num          | Ciclista              | Pos          |
| 161          | Thymen Arensman (NED) | 11.          |
| 162          | Marco Brenner (GER)   | 65.          |
| 163          | Nico Denz (GER)       | NP-4         |
| 164          | Félix Gall (AUT)      | 32.          |
| 165          | Chad Haga (USA)       | 84.          |
| 166          | Chris Hamilton (AUS)  | DNF-2        |
| 167          | Ilan Van Wilder (BEL) | 16.          |

| EF Education-Nippo EFN | EF Education-Nippo EFN           | EF Education-Nippo EFN |
| ---------------------- | -------------------------------- | ---------------------- |
| Num                    | Ciclista                         | Pos                    |
| 171                    | Tejay van Garderen (USA)         | 57.                    |
| 172                    | Stefan Bissegger (SUI)           | 88.                    |
| 173                    | Jonathan Caicedo (ECU) (estrada) | 44.                    |
| 174                    | Diego Camargo (COL)              | 73.                    |
| 175                    | Julien El Fares (FRA)            | 49.                    |
| 176                    | Magnus Cort (DEN)                | 19.                    |
| 177                    | Neilson Powless (USA)            | 87.                    |

| Intermarché-Wanty-Gobert Matériaux IWG | Intermarché-Wanty-Gobert Matériaux IWG | Intermarché-Wanty-Gobert Matériaux IWG |
| -------------------------------------- | -------------------------------------- | -------------------------------------- |
| Num                                    | Ciclista                               | Pos                                    |
| 181                                    | Louis Meintjes (RSA)                   | 20.                                    |
| 182                                    | Jan Bakelants (BEL)                    | 39.                                    |
| 183                                    | Jan Hirt (CZE)                         | DNF-4                                  |
| 184                                    | Riccardo Minali (ITA)                  | DNF-3                                  |
| 185                                    | Andrea Pasqualon (ITA)                 | 62.                                    |
| 186                                    | Simone Petilli (ITA)                   | 18.                                    |
| 187                                    | Rein Taaramäe (EST)                    | 47.                                    |

| Suíça SUI | Suíça SUI          | Suíça SUI |
| --------- | ------------------ | --------- |
| Num       | Ciclista           | Pos       |
| 191       | Simon Pellaud      | 48.       |
| 192       | Mathias Flückiger  | 53.       |
| 193       | Claudio Imhof      | 120.      |
| 194       | Matthias Reutimann | 98.       |
| 195       | Joab Schneiter     | 112.      |
| 196       | Joel Suter         | 92.       |
| 197       | Cyrille Thièry     | 114.      |

Convenções:
- AB-N: Abandono na etapa "N"
- FLT-N: Retiro por chegada fora do limite de tempo na etapa "N"
- NTS-N: Não tomou a saída para a etapa "N"
- DES-N: Desclassificado ou expulsado na etapa "N"

## UCI World Ranking
O Volta à Romandia outorgou pontos para o UCI World Ranking para corredores das equipas nas categorias UCI WorldTeam, UCI ProTeam e Continental. As seguintes tabelas são o barómetro de pontuação e os 10 corredores que obtiveram mais pontos:
| Posição             | 1.º | 2.º | 3.º | 4.º | 5.º | 6.º | 7.º | 8.º | 9.º | 10.º | 11.º | 12.º | 13.º | 14.º | 15.º | 16.º-20.º | 21.º-30.º | 31.º-50.º | 51.º-55.º | 56.º-60.º |
| Classificação geral | 500 | 400 | 325 | 275 | 225 | 175 | 150 | 125 | 100 | 85   | 70   | 60   | 50   | 40   | 35   | 30        | 20        | 10        | 5         | 3         |
| Por etapa           | 60  | 25  | 10  |     |     |     |     |     |     |      |      |      |      |      |      |           |           |           |           |           |
| Líder               | 10  |     |     |     |     |     |     |     |     |      |      |      |      |      |      |           |           |           |           |           |

| Classificação |                |                        |       |       |       |       |
| Posição       | Ciclista       | Equipa                 | Geral | Etapa | Líder | Total |
| ------------- | -------------- | ---------------------- | ----- | ----- | ----- | ----- |
| 1.º           | Geraint Thomas | Ineos Grenadiers       | 500   | 45    | -     | 545   |
| 2.º           | Richie Porte   | Ineos Grenadiers       | 400   | 10    | -     | 410   |
| 3.º           | Marc Soler     | Movistar               | 275   | 60    | 10    | 345   |
| 4.º           | Fausto Masnada | Deceuninck-Quick Step  | 325   | -     | -     | 325   |
| 5.º           | Michael Woods  | Israel Start-Up Nation | 225   | 60    | 10    | 295   |
| 6.º           | Ben O'Connor   | AG2R Citroën           | 175   | 25    | -     | 200   |
| 7.º           | Ion Izagirre   | Astana-Premier Tech    | 150   | -     | -     | 150   |
| 8.º           | Lucas Hamilton | BikeExchange           | 125   | -     | -     | 125   |
| 9.º           | Rohan Dennis   | Ineos Grenadiers       | 30    | 60    | 30    | 120   |
| 10.º          | Damiano Caruso | Bahrain Victorious     | 100   | -     | -     | 100   |